# Tautuku (fleuve)
Pour les articles homonymes, voir Tautuku.
Le fleuve Tautuku  (en anglais : Tautuku River) est un cours d'eau de l'île du Sud de la Nouvelle-Zélande[réf. à confirmer]

## Géographie
Il prend naissance dans la chaîne « Maclennan Range » dans The Catlins et continue à travers le bush natif sur pratiquement tout son trajet y compris les chutes McLean Falls (en). Près de l'embouchure dans la baie de Tautuku, juste au nord de la péninsule de Tautuku, l'estuaire du Tautuku est une zone de nidification pour les mégalures[réf. à confirmer].
La partie aval de la rivière à travers l'estuaire peut être utilisée pour la pratique du kayak.